# Zabójstwo Jesse’ego Jamesa przez tchórzliwego Roberta Forda

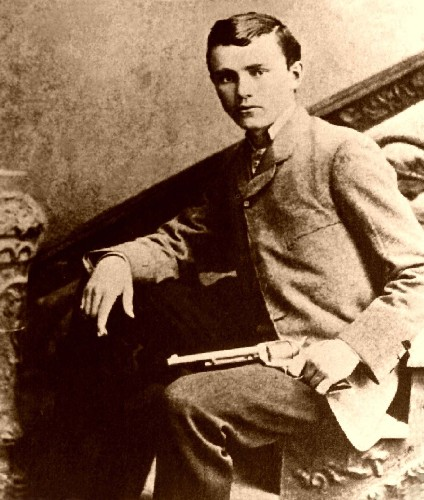
Robert Ford pozuje z rewolwerem

Zabójstwo Jesse’ego Jamesa przez tchórzliwego Roberta Forda (ang. The Assassination of Jesse James by the Coward Robert Ford) – amerykański western z 2007 roku w reżyserii Andrew Dominika na podstawie powieści Rona Hansena z 1983 roku o tym samym tytule.
Film przybliża historię relacji pomiędzy Jesse Jamesem a Robertem Fordem, skupiając się na wydarzeniach, które przyczyniły się do tytułowego zabójstwa. Został nakręcony w pobliżu Calgary, Edmonton i Winnipeg. Dzieło otrzymało liczne pozytywne recenzje, w szczególności wyróżnione zostały zdjęcia Robert Roberta Deakinsa. Budżet filmu wynosił 30 milionów dolarów, a box office wyniósł 15 milionów dolarów.

## Fabuła
Jest rok 1881. Jesse James ma 34 lata. W jego grupie znajduje się Robert Ford, który jest trochę tchórzliwy, ale zazdrości sławy szefowi i marzy o przejęciu rządów w gangu. Największym zagrożeniem dla Jamesa okazuje się ktoś, komu zaufał. Jesse nigdy nie pomyślałby, że zginie z ręki własnego człowieka, który strzeli mu w plecy, tymczasem tak się dzieje. Wkrótce jednak sam morderca zostanie zabity przez jednego z wielbicieli Jesse’ego, Edwarda Capeharta O’Kelleya.

## Obsada
- Brad Pitt – Jesse James
- Casey Affleck – Robert Ford
- Sam Rockwell – Charley Ford
- Sam Shepard – Frank James
- Mary-Louise Parker – Zee James
- Jeremy Renner – Wood Hite
- Paul Schneider – Dick Liddil
- Zooey Deschanel – Dorothy Evans
- Lauren Calvert – Ida
- Laryssa Yanchak – Ella Mae Waterson
- Jesse Frechette – Albert Ford
- Dustin Bollinger – Tim James
- Joel McNichol – posłaniec
- Kailin See – Sarah Hite
- Pat Healy – Wilbur Ford
- Brooklynn Proulx – Mary James
- Nick Cave – muzyk w barze
- Michael Coperman – O’Kelly

## Nagrody i nominacje
Amerykańska Akademia Sztuki i Wiedzy Filmowej – Oscar
- nominacja: Najlepszy aktor drugoplanowy – Casey Affleck
- nominacja: Najlepsze zdjęcia – Roger Deakins

Hollywoodzkie Stowarzyszenie Prasy Zagranicznej – Złote Globy 2007
- nominacja: Najlepszy aktor drugoplanowy – Casey Affleck

64. MFF w Wenecji
- Puchar Volpiego dla najlepszego aktora – Brad Pitt
  - udział w konkursie głównym o nagrodę Złotego Lwa – Andrew Dominik

Międzynarodowa Akademia Prasy – Satelita
- nominacja: Najlepsze zdjęcia – Roger Deakins
- nominacja: Najlepsza scenografia – Martin Gendron, Patricia Norris, Troy Sizemore
- nominacja: Najlepsza muzyka – Nick Cave
- nominacja: Najlepsze dodatki w wydaniu DVD za wydanie panoramiczne